# Grb Novog Sada
Grb Novog Sada predstavlja štit barokne forme, u čijem se gornjem plavom polju nalaze tri okrugle kule boje bakra, na kojima sredinu i od gore obavija nadstrešnica. Na svakoj kuli se nalazi šest prozora. Kule stoje odvojeno, svaka za sebe, sazidane od neisklesanoga kamena. Nadstrešnica gornjeg dijela je zupčasta, vrata kula su zatvorena, a prozori otvoreni. Srednja kula je nešto viša i šira, a nad njom je bijela golubica u letu koja u kljunu nosi maslinovu grančicu. U donjem zelenom polju ispod kula se nalazi valovita srebrna traka, koja simbolizira rijeku Dunav.
Grb grada se može rabiti i u obliku zastave, koja je svjetloplave boje, a u sredini zastave se nalazi grb izrađen u bijeloj boji.
Grb je gradu dala carica Marija Terezija kada je Novi Sad dobio status grada i sadašnje ime 1. veljače 1748. godine.